# کلیفورد گلنوود شال
کلیفورد گلن وود شال (انگلیسی: Clifford Glenwood Shull; زاده ۲۳ سپتامبر ۱۹۱۵ – درگذشته ۳۱ مارس ۲۰۰۱) فیزیک‌دان اهل ایالات متحده آمریکا برنده جایزه نوبل است که برای توسعه روش پراش نوترون و برای کمک به توسعهٔ تکنیک‌های پراکندگی نوترونی برای مطالعات فیزیک ماده چگال موفق به دریافت جایزه نوبل در فیزیک شد.